# Christian W. Petersen
Christian W. Petersen (* 1964) ist ein deutscher Komponist und freischaffender Hornist.
Petersen ist ein Sohn des Schweriner Domkantors Winfried Petersen. Er studierte an der Hochschule für Musik „Hanns Eisler“ Berlin bei Kurt Palm Horn und an der Hochschule für Musik und Theater Hamburg Kultur- und Medienmanagement. Nach dem Mauerfall arbeitete er zunächst als persönlicher Referent des Oberbürgermeisters der Landeshauptstadt Schwerin und später in verschiedenen Medienunternehmen als Projektentwickler und -berater in Deutschland, den USA und den Niederlanden. Seit 2005 arbeitet Petersen wieder in seinem Erstberuf als Hornist.
Petersens Kompositionen werden seit 2010 beim Pfefferkorn Musikverlag Leipzig verlegt. Zu seinen Werken gehören Lieder zu Texten von Theodor Fontane, Kammermusikwerke wie ein Divertimento für Horn und Klavier, ein Streichquartett, uraufgeführt 2014 in der Kammermusikreihe des Konzerthauses Berlin, und ein Fagott-Quartett sowie ein Konzert für Viola und Orchester, das 2012 mit Christian Beyer und dem Leipziger Symphonieorchester unter Leitung von Frank-Michael Erben zur Uraufführung kam.
Gemeinsam mit Christian Beyer schrieb Christian W. Petersen die Oper Nathan der Weise.
Christian W. Petersen unterrichtet Horn an der Musikschule Bela Bartok.